# Верни, Дэвид, 21-й барон Уиллоуби де Брок
Леопольд Дэвид Верни, 21-й барон Уиллоуби де Брок (англ. Leopold David Verney, 21st Baron Willoughby de Broke; родился 14 сентября 1938 года) — британский наследственный пэр и бывший член Палаты лордов.

## Ранняя жизнь
Леопольд Дэвид Верни родился 14 сентября 1938 года. Единственный сын Джона Верни, 20-го барона Уиллоуби де Брока (1896—1986), и Рэйчел Ври (1911—1991). Дэвид Верни получил образование в Le Rosey в Швейцарии и в Новом колледже, Оксфорд, где он изучал современные языки (бакалавр, затем Оксбридж MA).

## Карьера
Он унаследовал титул своего отца в 1986 году и является одним из 90 наследственных пэров, избранных остаться в Палате лордов после принятия Закона о Палате лордов 1999 года; первоначально избранный консервативным пэром, он перешел в Партию независимости Великобритании (UKIP) в январе 2007 года, что делает его одним из четырех членов UKIP в Вестминстере.
С 1992 года он был председателем the St Martin’s Theatre Company Ltd — здания театра Святого Мартина было заказано его дедом. С 1999 по 2004 год он был президентом туристического совета «Сердце Англии».
С 1990 по 2004 год барон Уиллоуби де Брок был покровителем Уорикширской ассоциации клубов мальчиков , а с 2005 года по настоящее время является председателем Уорикширской охоты. С 2002 года он был губернатором Королевского Шекспировского театра, а также с 2002 года президентом Уорикширского филиала кампании по защите сельской Англии. Он является членом Королевского общества искусств (FRSA) и Королевского географического общества (FRGS).
19 ноября 2009 года Уиллоуби де Брок внес в Палату лордов законопроект о конституционной реформе 2009-10 годов с пунктами об отмене Закона о Европейских сообществах 1972 года и Закона о правах человека 1998 года, чтобы уменьшить полномочия Палаты общин и правительства. снизить зарплату депутатам и дать больше полномочий местным властям.
29 мая 2012 года Уиллоуби де Брок внес в Палату лордов законопроект о референдуме (Европейский союз) 2012-13, предусматривающий проведение референдума о продолжении членства Соединенного Королевства в Европейском Союзе в тот же день, что и следующие всеобщие выборы.
Он покинул UKIP осенью 2018 года.
9 июля 2024 года его членство в Палате лордов было отозвано в соответствии с Законом о реформе Палаты лордов 2014 года, из-за неявки на всю сессию, что привело к дополнительным выборам для его замены.

## Личная жизнь
1 мая 1965 года он женился на Петре Эйрд (род. 24 сентября 1944), дочери полковника сэра Джона Рентона Эйрда, 3-го баронета (1898—1973), и Леди Присциллы Хиткот-Драммонд-Уиллоуби (1909—2002). Они развелись в 1989 году, а в 2003 году он женился вторым браком на Александре дю Луар, единственной дочери сэра Адама Батлера и внучке бывшего заместителя премьер-министра Рэба Батлера. У него трое сыновей от первого брака, и две падчерицы.
- Достопочтенный Руперт Гревилл Верни (род. 4 марта 1966), старший сын и наследник титула.
- Достопочтенный Джон Верни (род. 9 октября 1967)
- Достопочтенный Эдмунд Пейтон Верни (род. 1973).